# Ilex ternatiflora
Ilex ternatiflora — вид рослин з родини букових (Fagaceae), вимерлий ендемік Куби.

## Середовище проживання
Описаний в середині 1800-х років, цей вид, очевидно, був обмежений лише одним місцем у Лас-Позас, провінція Пінар-дель-Ріо, Куба.